# Радостное избиение
Радостное избиение (англ. Happy Slapping) — современный феномен, когда преступники нападают на прохожих. Нападающий подбегает к жертве и бьёт в лицо, иногда избиение происходит до потери сознания, также нередко такое избиение сопровождается различными видами оскорблений в адрес жертвы, после чего нападающий убегает. Обычно нападение снимается соучастником на видеокамеру или мобильный телефон. После этого изображение распространяется через интернет или по мобильному телефону. Подобная видеопродукция может нелегально продаваться на популярных носителях информации и в этом случае является видом преступного бизнеса.
Первые подобные случаи были зафиксированы в Великобритании. Позднее это распространилось и в континентальной Европе. Известны случаи из Швейцарии в кантоне Цюрих-Винтертур и Базель. Избиения переросли в убийства и изнасилования. Видеосъемка сцен насилия (чаще изнасилований) может нелегально продаваться.
О радостных избиениях много раз сообщалось в англо- и немецкоязычной прессе. Однако полное представление о распространении этого феномена неизвестно. Психологи утверждают, что это одно из проявлений соперничества между молодёжными бандами.
В последнее время этот вид преступлений был зафиксирован и в России — этим занимаются группы подростков, нападающие на случайных прохожих, после чего наглядно демонстрируют своим сверстникам видеозаписи, чем повышают свой статус.

## Возможная связь массовости данного явления в России с сериалом «Слово пацана. Кровь на асфальте»
Но наиболее массовым это явление в России, по утверждению экспертов, стало после выхода сериала «Слово пацана. Кровь на асфальте», именно после выхода и просмотра этого сериала, как утверждают многие эксперты, дети, подростки и молодëжь начали чаще совершать радостные избиения в России, как без камеры, так и снимая на камеру, повторяя сцены из данного сериала. Уполномоченный по правам ребëнка в Татарстане Ирина Волынец сказала, что её опасения были направлены на то, чтобы не допустить съëмок данного сериала, по её словам, она ещё до этого знала, что после просмотра этого сериала дети, подростки и молодëжь будет ещё больше так себя вести. Данный сериал сначала хотели снимать в Казани, так как исторические реальные события, про которые рассказывает этот сериал, происходили именно там. Но президент Татарстана Рустам Минниханов запретил съëмки сериала в Казани. В итоге этот сериал сняли в Ярославле. Львиная доля российских детей, подростков и молодëжи уже посмотрела данный сериал, как на онлайн-кинотеатрах, так и на канале НТВ. Общественное движение «Родительское всероссийское сопротивление» утверждает, что это, по состоянию на 2024 год, судя по всему, только начало, потому что сериал был создан и вышел почти под конец 2023 года, и с того момента пока прошло слишком мало времени, чтобы последствия от просмотра детьми, подростками и молодëжью серала «Слово пацана. Кровь на асфальте» прекратились. Достаточно много такого рода избиений было и в 2002—2003 годах после выхода на экраны сериала «Бригада».

## Критика
Иногда говорят о том, что такого явления в массовом сознании не существует, а речь идёт лишь об отдельных случаях, получивших известность благодаря СМИ. В любом случае, словосочетание «радостное избиение» не имеет распространения в русском языке.